# Bothrogonia hamata
Bothrogonia hamata är en insektsart som beskrevs av Yang et Li 1980. Bothrogonia hamata ingår i släktet Bothrogonia och familjen dvärgstritar. Inga underarter finns listade i Catalogue of Life.